# Rafael Sala Marco
Rafael Sala Marco (Vilanova i la Geltrú, 1891 - Pasadena, Califòrnia, 1927)
Rafael Sala va néixer en el sí família benestant de la ciutat. El seu pare, Florenci Sala Bordas, havia fet diners a Cuba, com tants d'altres prohoms en la Vilanova de l'època. Home de negocis, va formar amb Francesc Ricart l'empresa “Ricart, Sala y Compañía”. D'aquí que el xilògraf Enric Cristòfol Ricart, fill del soci del pare, serà un dels amics vilanovins amb qui va compartir la passió per l'art. D'altres noms d'artistes d'aquesta colla que comparteix inquietuds a principis de segle seran: Damià Torrents, Josep Francesc Ràfols i Fontanals, i els germans Oliva —cosins de Sala— entre d'altres.
Entre 1911 i 1913 Sala és a la ciutat alemanya de Múnic, un centre de confluència de destacades figures de l'avantguarda. Allí coincidí amb l'esclat del moviment expressionista, i els corrents en voga, des del cubisme a l'expressionisme, passant pel futurisme.
Sala viatjarà a Florència, l'any 1914, acompanyat d'Enric C. Ricart. Allà visiten museus i monuments, assisteixen a classes a l'Acadèmia i es relacionen amb un grup d'intel·lectuals i artistes vinculats al futurisme.
Pocs dies abans de l'esclat de la primera guerra mundial, Sala (i Ricart) tornen a Vilanova, a on funda la revista «Themis», en la que participen els amics esmentats: Damià Torrents, Víctor Oliva, Enric C. Ricart, Felip Teixidor i Benach i J.F. Ràfols, entre d'altres. Sala exposarà a conegudes galeries de Barcelona: la Dalmau i les galeries Laietanes. Més endavant formarà part de l'Agrupació Courbet (nascuda en el si del Cercle Artístic de Sant Lluc) introductora del fauvisme a Catalunya.
Acabada la primera guerra mundial, el 1919, Sala s'embarca cap a Nova York. Allà trobarà l'eclosió del Dadà. Coincideix amb l'actualitat nord-americana d'elit i aprofundeix amistat amb Joaquim Torres-García. Coneix a Marcel Duchamp que malda per fer-lo visible, aconseguint que la Sra. Katherine S. Dreier (rellevant col·leccionista i mecenes nord-americana) adquireixi una obra seva per a la Societé Anonyme, el fons d'art que, amb els anys, constituirà la base de les col·leccions del futur MoMA (Museum of Modern Art) 
El 1923 va contraure matrimoni amb la periodista Monna Alfau. Aniran a viure a Mèxic, on pintarà i es dedicarà també a la docència i a la investigació, compartint casa amb Felip Teixidor i Benach. Entra en contacte amb muralisme mexicà i més especialment amb Diego Rivera. Consolidarà una estreta amistat amb els fotògrafs Edward Weston i la seva parella, Tina Modotti, de la qual resten com a testimonis algunes fotografies que s'han inclòs en el catàleg.
Una greu malaltia posaria fi prematurament a la seva vida. Va morir l'any 1927 en una clínica a Pasadena (Califòrnia).

## Exposicions destacades
La Biblioteca Museu Víctor Balaguer li va dedicar una exposició monogràfica el 2006. La mostra estava formada per una cinquantena de peces provinents del mateix museu, així com del Museu d'Art de Sabadell i de diverses col·leccions privades de Catalunya i Mèxic, acompanyades de documents i fotografies, algunes d'institucions nord-americanes com la Universitat d'Arizona o el MoMA de Nova York